# 三十九結
三十九結，是台灣宜蘭縣礁溪鄉的一個傳統地域名稱。位於該鄉中部偏東。相較於今日行政區，其範圍大致為玉光村北部凸出部分。

## 歷史
台灣清治末期，三十九結地區為一街庄，稱為「三十九結庄」，隸屬於四圍堡。該庄昔日西北及東北分別隔得子口溪與番割田庄、七結庄、六結庄及淇武蘭庄為介，東南隔武暖溪與茅埔庄為界，西南邊為瑪璘庄。
1901年（日治明治三十四年）11月，廢縣廳改設二十廳，該庄隸屬於宜蘭廳，編入第三區。1905年（明治三十八年）7月，該區改名「礁溪區」。1909年（明治四十二年）10月，合併二十廳為十二廳，該庄仍隸屬於宜蘭廳。1920年（大正九年），廢十二廳改設五州二廳，該庄改制為「三十九結」大字，隸屬於臺北州宜蘭郡礁溪庄。
戰後礁溪庄改制為礁溪鄉，隸屬於臺北縣，大字亦改制為村。1950年10月，北、基、宜分治，礁溪鄉改隸屬於宜蘭縣。

## 聚落
本地區發展較早的聚落為三十九結，在日治期初期的官方地圖上已有記載。

## 交通
國道5號又稱「北宜高速公路」，是橫跨台灣東西部的高速公路，大致以北北西—南南東走向轉縱向蜿蜒經過三十九結地區東北部邊界外不遠處。鄰近未設交流道，北側最近的是省道台9線交會口南邊的頭城交流道，南側最近的是省道台7線交會口的宜蘭交流道。由該道路向北可前往頭城西南部、坪林、石碇、南港並止於國道3號南港系統交流道，向南可前往宜蘭、羅東、蘇澳等地。
鄉道宜6線（七結路）是林美至車路頭的道路，大致以西北—東南走向經過本地區西南部。由該道路向西北可前往七結、十六結、林尾並止於佛光大學叉路路口，向東南可前往茅埔南部、車路頭並止於縣道192號路口。